# Nub Peak
Nub Peak är en bergstopp i Kanada.   Den ligger i provinsen British Columbia, i den centrala delen av landet, 3 000 km väster om huvudstaden Ottawa. Toppen på Nub Peak är 2 755 meter över havet, eller 140 meter över den omgivande terrängen. Bredden vid basen är 0,75 km.
Terrängen runt Nub Peak är bergig söderut, men norrut är den kuperad.Trakten runt Nub Peak är nära nog obefolkad, med mindre än två invånare per kvadratkilometer.. Det finns inga samhällen i närheten. 
Trakten runt Nub Peak består i huvudsak av gräsmarker.